# Pilibhit

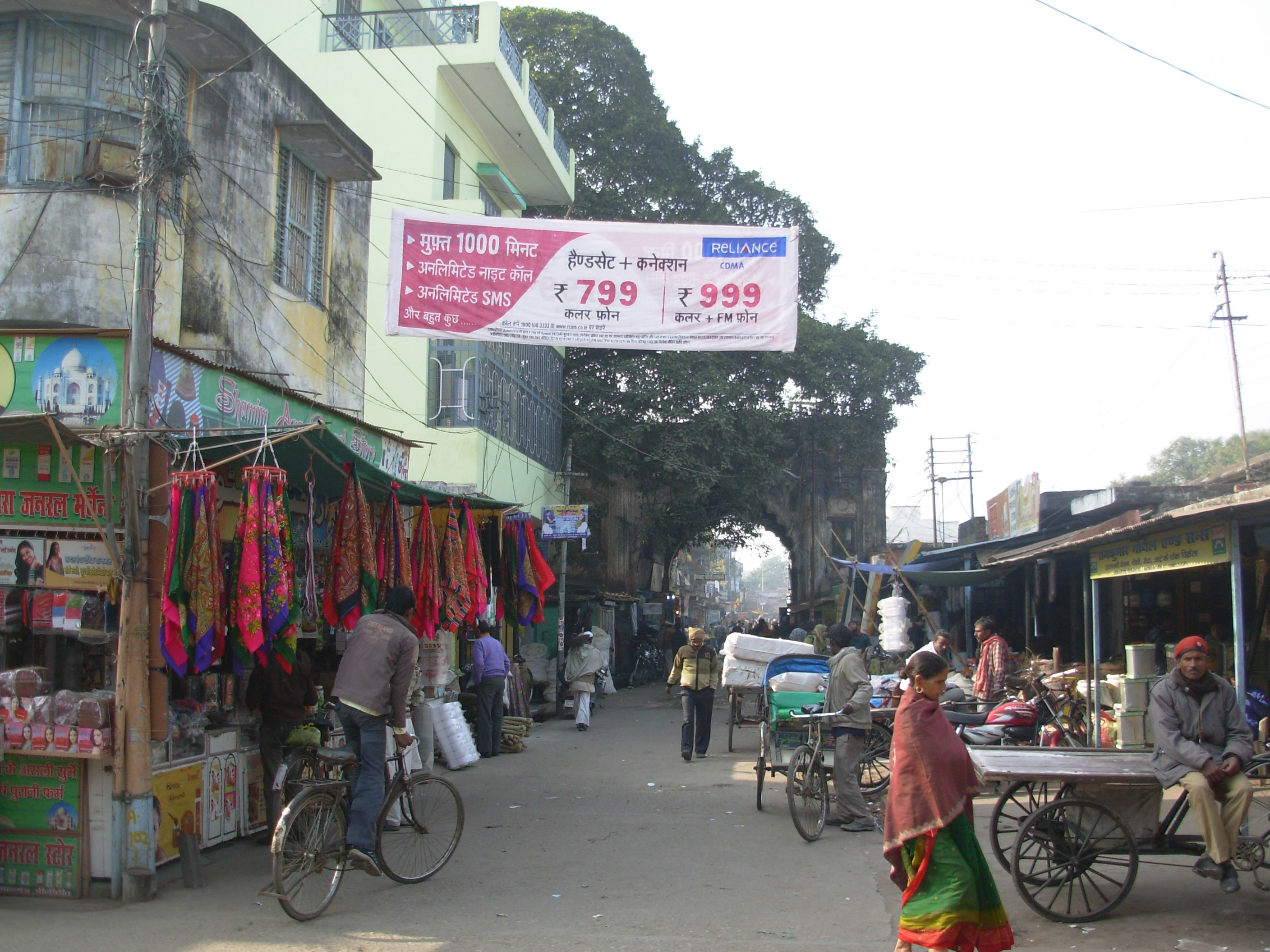
Gata i Pilibhit.

Pilibhit är en stad i den indiska delstaten Uttar Pradesh, och är administrativ huvudort för distriktet Pilibhit. Staden hade 127 988 invånare vid folkräkningen 2011, med förorter 156 263 invånare.